# Voyria pittieri
Voyria pittieri är en gentianaväxtart som först beskrevs av Standley, och fick sitt nu gällande namn av Louis Otho Otto Williams. Voyria pittieri ingår i släktet Voyria och familjen gentianaväxter. Inga underarter finns listade i Catalogue of Life.